# Vosse- en Weerlanerpolder

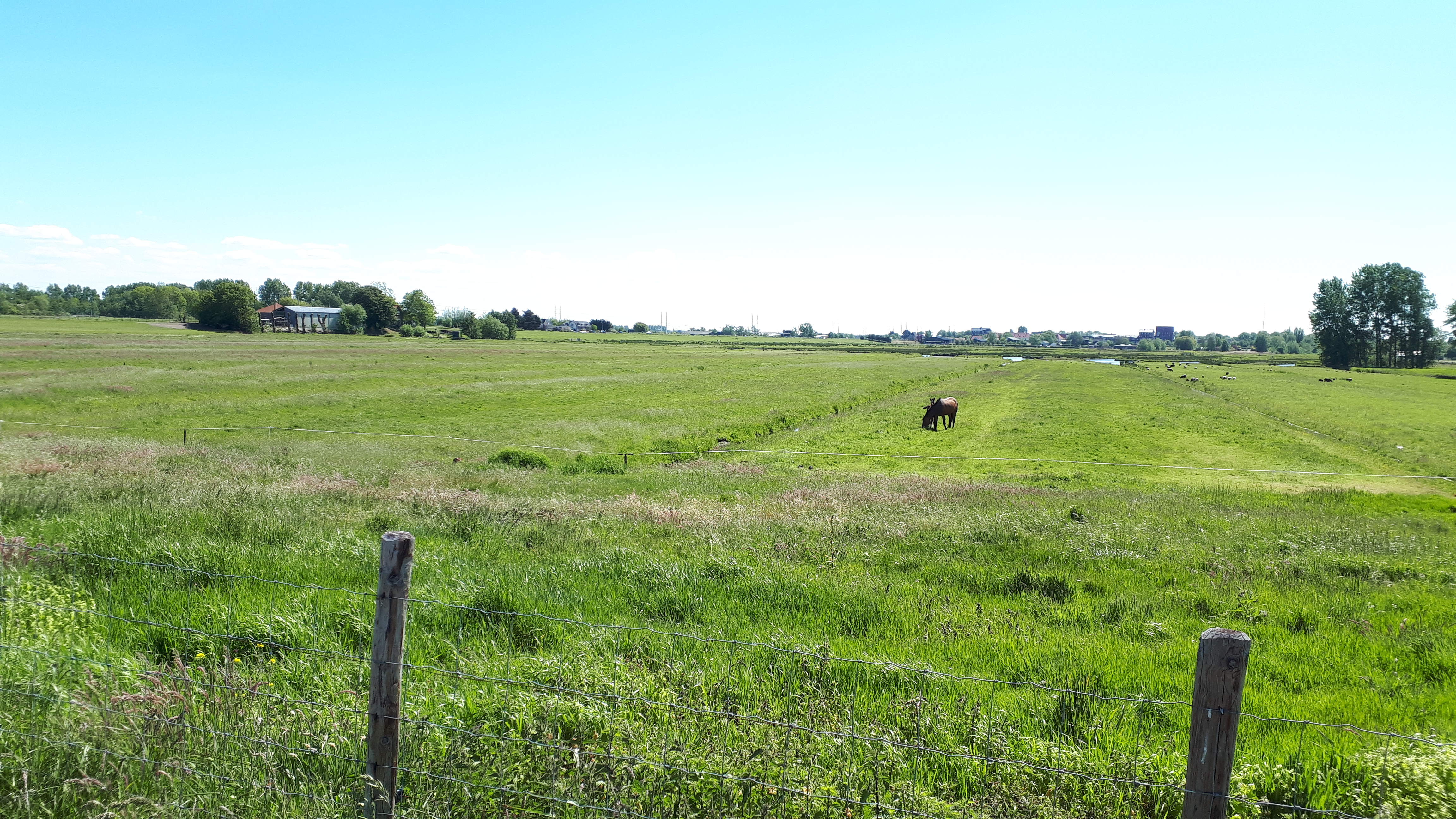
De Vosse- en Weerlanerpolder

De Vosse- en Weerlanerpolder is een poldergebied en een voormalig waterschap in de gemeente Hillegom, in de Nederlandse provincie Zuid-Holland. 
Op 8 november 1631 werd de Weerlanderpolder gesticht. De Vossepolder werd gesticht op 30 april 1633. In 1651 werden beide polders samengevoegd. Onder het bestuur stond ook het gebied van de Weerlaner Veenderij en Droogmakerij. Het waterschap was verantwoordelijk voor de vervening, drooglegging en later de waterhuishouding in de polder.
De Vosse- en Weerlanerpolder zijn deels onbebouwd. In het onbebouwde deel ligt een veenweidegebied met 230 verschillende planten en 93 vogelsoorten, waaronder de grutto, de watersnip, de kievit, de gele kwikstaart en de tureluur. Het natuurgebied is in beheer bij het Zuid-Hollands Landschap. In 2012 zijn er een recreatief fietspad en een wandelpad in de polders aangelegd. Dit leidde tot protest van natuurbeschermers, omdat de broedplaats van vogels werd verstoord. Hierop werd de inrichting en toekomstige plannen aangepast.